# 寧尼斯冰川
68°22′S 147°0′E / 68.367°S 147.000°E
寧尼斯冰川是南極洲的冰川，位於喬治五世海岸，在1912年由澳大利亞探險家率領的探險隊發現，該冰川由澳洲南極洲領地管轄。